# Speler van het jaar (krachtbal)
Speler/Speelster van het Jaar is een jaarlijkse prijs in het krachtbal in België. Tot 1994 werd de prijs over een kalenderjaar uitgereikt. Vanaf het seizoen 1995-1996 wordt de prijs toegekend over het voorbije seizoen.

## Erelijst

### Heren
- 1982 Ronny Cool (HO Beitem)
- 1983 Wim Van Steenberghe (Inter Assebroek)
- 1984 Ronny Cool (HO Beitem)
- 1985 Boudewijn Terryn (Inter Assebroek)
- 1986 Ronny Cool (HO Beitem)
- 1987 Jan Benoot (MEZ Snellegem)
- 1988 Hugo Bruggeman (Inter Assebroek)
- 1989 Ronny Cool (HO Beitem)
- 1990 Jan Benoot (MEZ Snellegem)
- 1991 Stefaan Van Nieuwkerke (Inter Assebroek)
- 1992 Jan Benoot (MEZ Snellegem)
- 1993 Stefaan Van Nieuwkerke (Inter Assebroek)
- 1994 Wim Goedgezelschap ('t Klaverken Buggenhout)
- 1995-1996 Stefaan Van Nieuwkerke (Inter Assebroek)
- 1996-1997 Stefaan Van Nieuwkerke (Inter Assebroek)
- 1997-1998 Stefaan Van Nieuwkerke (Inter Assebroek)
- 1998-1999 Kristof Van De Maele (Sporting Brugge)
- 1999-2000 Karel Van Maele (KBC Maldegem-Donk)
- 2000-2001 Stefaan Van Nieuwkerke (Inter Assebroek)
- 2001-2002 Timothy Compernolle (KBC Male)
- 2002-2003 Timothy Compernolle (KBC Male)
- 2003-2004 Kurt Timmerman (Noordster Dudzele)
- 2004-2005 Stefaan Van Nieuwkerke (KBC Heist)
- 2005-2006 Timothy Compernolle (KBC Male)
- 2006-2007 Timothy Compernolle (KBC Male)
- 2007-2008 Timothy Compernolle (KBC Male)
- 2008-2009 Joos Anseeuw (KBC Male)
- 2009-2010 Joos Anseeuw (KBC Male)
- 2010-2011 Joos Anseeuw (KBC Male)
- 2011-2012 Joos Anseeuw (KBC Male)
- 2012-2013 Vincent Mahieu (KRB Jabbeke)
- 2013-2014 Joos Anseeuw (KBC Male)
- 2014-2015 Thimothy Compernolle (KBC Male)
- 2015-2016 Vincent Mahieu (KRB Jabbeke)
- 2016-2017 Niels Bolle (KBK Ichtegem)
- 201è-2018 Joos Anseeuw (KBC Male)
- 2018-2019 Tomas Vandamme (KRB Jabbeke)
- 2019-2020 Geen uitreiking omwille van de COVID 19-pandemie
- 2020-2021 Geen uitreiking omwille van de COVID 19-pandemie
- 2021-2022 Tomas Vandamme (KRB Jabbeke)
- 2022-2023 Tomas Vandamme[1] (KRB Jabbeke)

### Dames
- 1982 Yvette Deschacht (KRB Jabbeke)
- 1983 Ria Verrest ('t Klaverken Buggenhout)
- 1984 Diane David (KRB Jabbeke)
- 1985 Carine Coene (HO Beitem)
- 1986 Ellen Vandenbroecke (Atlas Varsenare)
- 1987 Mieke Dekoninck (Atlas Varsenare)
- 1988 Hilde Vertonghen ('t Klaverken Buggenhout)
- 1989 Hilde Vertonghen ('t Klaverken Buggenhout)
- 1990 Marijke Vleminckx ('t Klaverken Buggenhout)
- 1991 Kristel Braem (H&H Waardamme)
- 1992 Marijke Vleminckx ('t Klaverken Buggenhout)
- 1993 Kristel Braem (KBC Male)
- 1994 Kristel Braem (KBC Male)
- 1995-1996 Marijke Vleminckx ('t Klaverken Buggenhout)
- 1996-1997 Diane Meersman (KBK Temse)
- 1997-1998 Diane Meersman (KBK Temse)
- 1998-1999 Nathalie Lievens (KRB Loppem)
- 1999-2000 Vanessa Vermaut (KRB Loppem)
- 2000-2001 Vanessa Vermaut (KRB Loppem)
- 2001-2002 Vanessa Vermaut (KRB Loppem)
- 2002-2003 Vanessa Vermaut (KRB Loppem)
- 2003-2004 Nathalie Lievens (Robland St. Michiels)
- 2004-2005 Nathalie Lievens (Robland St. Michiels)
- 2005-2006 Nathalie Lievens (Robland Sint-Michiels & Kristel Braem (KB Moerdamme)
- 2006-2007 Kristel Braem (KB Moerdamme)
- 2007-2008 Nathalie Lievens (KBK Ichtegem)
- 2008-2009 Hanne Stevens ('t Klaverken Buggenhout)
- 2009-2010 Hanne Stevens ('t Klaverken Buggenhout)
- 2010-2011 Nathalie Lievens (KBK Ichtegem)
- 2011-2012 Nathalie Lievens (Robland Sint-Michiels)
- 2012-2013 Nathalie Lievens (KBC Sint-Michiels)
- 2013-2014 Hanne Stevens ('t Klaverken Buggenhout)
- 2014-2015 Nathalie Lievens (KBC Sint-Michiels)
- 2015-2016 Nathalie Lievens (KBC Sint-Michiels)
- 2016-2017 Nathalie Lievens (RKBC Sint-Michiels)
- 2017-2018 Nathalie Lievens (RKBC Sint-Michiels)
- 2018-2019 Nathalie Lievens (RKBC Sint-Michiels)
- 2019-2020 Geen uitreiking omwille van de COVID 19-pandemie
- 2020-2021 Geen uitreiking omwille van de COVID 19-pandemie
- 2021-2022 Lien Supply ('t Botterken Baasrode)
- 2022-2023 Lien Supply ('t Botterken Baasrode)